# Sousoší Kristus bere na sebe kříž
Pískovcové sousoší Krista beroucího na sebe kříž se nalézá za plotem na soukromém pozemku ve Smetanově ulici v okresním městě Ústí nad Orlicí.

## Popis
Pískovcové sousoší Krista beroucího na sebe kříž se nalézá na okraji soukromého pozemku mezi domy čp. 735 a 249, odděleného od Smetanovy ulice ozdobnou kovovou mříží upevněnou v pískovcovém základu. Sousoší z roku 1793 pravděpodobně představuje pozůstatek Křížové cesty.
Za mříží stojí hranolový pilíř zakončený nahoře profilovanou římsou. Na čelní straně pilíře se nalézá vystouplý ozdobný rámeček bez dochovaného textu, ke kterému je připevněn závěs pro lucernu.
Na profilované římse stojí vlastní sousoší, sestávající z Krista se zlacenou svatozáří kolem hlavy, kterému nakládají na záda dva vousatí zbrojnoši kříž.